# Hamilton 2 – men inte om det gäller din dotter
Se även boken Men inte om det gäller din dotter
Hamilton 2 – men inte om det gäller din dotter är en svensk action- och thrillerfilm med premiär 2012. Filmen är en fristående fortsättning till Hamilton – I nationens intresse. Regissör är Tobias Falk.

## Handling
Hamiltons bästa väns dotter kidnappas då hennes mor uttalat sig i media om muslimska separatistgrupper. Kidnapparna kräver pengar och politiska eftergifter i lösen. Hamilton dras in, och spåret leder till en rik shejk i ett förfallet fort, beläget ute i öknen. Under ett fritagningsförsök tydliggörs shejkens koppling till al-Qaida.

## Rollista
- Mikael Persbrandt – Carl Hamilton
- Saba Mubarak – Mouna al Fathar
- Frida Hallgren – Eva Tanguy
- Reuben Sallmander – Pierre Tanguy
- Lennart Hjulström – DG
- Nadja Christiansson – Nathalie Tanguy
- Steven Waddington – McCullen
- John Light – Jason Fox
- Peter Eggers – Patrik Wärnstrand
- Cal MacAninch – Harold Finley
- Sven Ahlström – Cedervall
- Elmira Arikan - Must-tekniker
- Said Legue – Suleiman Al-Obeid
- Maria Langhammer – Helene Boström
- Peter Lindgren - Nyhetsankare
- Anna Lindmarker - Nyhetsankare

## Mottagande
Hamilton – Men inte om det gäller din dotter sågs av 198 125 biobesökare i Sverige 2012 och blev det året den tionde mest sedda svenska filmen på bio i Sverige.

## Uppföljare
En uppföljare till filmen, Hamilton – I hennes majestäts tjänst, planerades men färdigställdes aldrig. Det var tänkt att Petter Skavlan skulle skriva manus till den nya filmen och Mikael Persbrandt skulle återvända som Hamilton. Filmen var från början tänkt att ha premiär någon gång 2012 men sköts sedan upp till 30 augusti 2013 och senare 10 januari 2014.